# Заритап
Заритап (арм. Զառիթափ) — село в Вайоцдзорской области Армении.

## География
Село расположено в южной части марза, на берегах реки Пшонк, при автодороге , на расстоянии 27 километров к юго-востоку от города Ехегнадзор, административного центра области. Абсолютная высота — 1570 метров над уровнем моря.
Климат
Климат характеризуется как умеренно холодный, влажный (Dfb в классификации климатов Кёппена). Среднегодовая температура воздуха составляет 9 °C. Средняя температура самого холодного месяца (января) составляет −4 °С, самого жаркого месяца (июля) — 21,3 °С. Расчётная многолетняя норма атмосферных осадков — 413 мм. Наибольшее количество осадков выпадает в мае (70 мм).

## Население
| Год переписи | Население          | Население          | Население          | Население            | Население            | Население            |
| Год переписи | Наличное население | Наличное население | Наличное население | Постоянное население | Постоянное население | Постоянное население |
| Год переписи | Всего              | Мужчины            | Женщины            | Всего                | Мужчины              | Женщины              |
| ------------ | ------------------ | ------------------ | ------------------ | -------------------- | -------------------- | -------------------- |
| 2001         | 1333               | 663                | 670                | 1424                 | 715                  | 709                  |
| 2011         | 1266               | 611                | 655                | 1380                 | 678                  | 702                  |

| Год  | Численность | Численность |
| ---- | ----------- | ----------- |
| 1831 | 98          | [ 8 ]       |
| 1873 | 512         | [ 9 ]       |
| 1897 | 721         | [ 8 ]       |
| 1926 | 815         | [ 8 ]       |
| 1939 | 1616        | [ 8 ]       |
| 1959 | 1554        | [ 8 ]       |
| 1970 | 1636        | [ 8 ]       |
| 1979 | 1509        | [ 8 ]       |
| 1989 | 1673        | [ 10 ]      |
| 2001 | 1424        | [ 8 ]       |
| 2011 | 1380        | [ 11 ]      |

## Известные уроженцы, жители
Вауни, Сурен (1910-1983) — советский армянский деятель искусств, поэт, публицист, переводчик.